# التستوستيرون والجهاز القلبي الوعائي
يدرس التستوستيرون والجهاز القلبي الوعائي آثار هرمون التستوستيرون الذكوري على الجهاز القلبي الوعائي.
تبين أن الأندروجين السائد لدى الرجال، التستوستيرون، ينخفض انخفاضًا كبيرًا مع الشيخوخة. وُجد ارتباط بين انخفاض التستوستيرون المصلي والكلي والكثير من الحالات المرضية لدى الرجال. يدرس التستوستيرون والجهاز القلبي الوعائي آثار هرمون التستوستيرون الذكوري على الجهاز القلبي الوعائي.
يرتبط قصور القلب ونقص تروية القلب على وجه الخصوص بهذا الانخفاض الكيميائي الحيوي الطبيعي في التستوستيرون. في السابق، عُزي ارتفاع الخطورة القلبية الوعائية لدى الرجال جزئيًا إلى الآثار السلبية للتستوستيرون الجهازي، إلا أن الأبحاث الحديثة كشفت دور التستوستيرون في الوقاية من الأمراض القلبية الوعائية. لا تُعرف بعد الآلية التي يحمي من خلالها التستوستيرون الجهاز القلبي والوعائي، ولم تُحدد آلية تأثير انخفاض التستوستيرون لدى الرجال في زيادة المخاطر القلبية الوعائية بالكامل وحجم هذا التأثير.

## الآثار الجهازية
يرتبط انخفاض التستوستيرون بزيادة خطر الإصابة بمرض القلب التاجي من خلال تعزيز البيئة الملائمة لحدوث التصلب العصيدي. وجدت بعض الأبحاث أن التستوستيرون موسع وعائي وهرمون مُصلح للبطانة في الكثير من مناطق الجسم، بما في ذلك الشرايين التاجية. تكشف الأبحاث الحديثة دور التستوستيرون في تقليل إنتاج السيتوكينات الالتهابية مثل عامل نخر الورم ألفا وإنترلوكين 1 بيتا وإنترلوكين 6، المهمة في تكوين العصيدات. يُعتقد أن انخفاض السيتوكينات الالتهابية يسهم بانخفاض تشكيل العصيدات، إلا أن التفسير الكامل لهذه الآلية يتطلب مزيدًا من الأبحاث.
أثبت التستوستيرون أيضًا دوره المضاد للتصلب العصيدي من خلال منع ترسب الكوليسترول الأبهري لدى الأرانب التي تتغذى على وجبات غذائية عالية الكوليسترول والفئران التي تحمل مورثة البروتين الدهني منخفض الكثافة المُعطلة. وجد أن الترسب الدهني داخل الشريان الأبهر المرتبط بانخفاض التستوستيرون الداخلي مستقل عن مستقبلات الأندروجين. يبدو أن نشاط الأروماتاز وتنشيط مستقبلات الإستروجين ألفا مسؤول جزئيًا عن خاصية تشكيل العصيدات المرتبطة بانخفاض التستوستيرون، إلا أن الآلية لم تحدد بعد.
أُبلغ أيضًا عن انخفاض التستوستيرون الجهازي لدى الرجال المصابين بقصور القلب، وتتناسب شدة المرض مع انخفاض مستويات التستوستيرون الجهازي. على الرغم من أن الآلية المباشرة غير مفهومة تمامًا، فإن بعض الأبحاث تعزو انخفاض التستوستيرون إلى الآثار الجانبية المتقدمة لقصور القلب، مثل انخفاض القدرة على ممارسة الرياضة وانخفاض كتلة العضلات والتعب/ضيق التنفس والدنف.

## العلاج التعويضي
التستوستيرون الفيزيولوجي مهم جدًا للوظائف الطبيعية لدى الرجال. أظهر الإعطاء طويل الأمد للتستوستيرون الفيزيولوجي للفئران أنه يحمي من التصلب العصيدي عن طريق زيادة البروتين الدهني مرتفع الكثافة من الكوليسترول (الكوليسترول المضاد للتصلب العصيدي). يمكن أن يُعزى الدور المفيد للتستوستيرون في زيادة البروتين الدهني مرتفع الكثافة إلى تحويله عن طريق نشاط الأروماتاز في الأنسجة الدهنية إلى إستراديول 17 بيتا وتنشيطه اللاحق لمستقبلات الإستروجين ألفا. وبالتالي، تؤدي زيادة التستوستيرون إلى تحويل كميات أكبر إلى الإستروجين وبالتالي الحصول على مستويات ليبيدية أكثر صحة. حُدد هذا الفهم في الكثير من الدراسات، على الرغم من تناقض النتائج.
أدى إعطاء العلاج البديل بالتستوستيرون لدى الرجال الذين شُخصت إصابتهم بأمراض القلب الموجودة مسبقًا إلى زيادة خطر الإصابة باحتشاء عضلة القلب. ربطت الأبحاث الحديثة العلاج التعويضي بالتستوستيرون بزيادة الوفيات وغيرها من الحوادث القلبية الوعائية لدى الرجال الذين لديهم مرض القلب التاجي الموثق. يجب إجراء مزيد من الأبحاث لتحديد المدى الكامل للدور الذي يلعبه العلاج البديل بالتستوستيرون عند الرجال المسنين في خطر و/أو ميزة الحوادث القلبية الوعائية.
مع ذلك، لا يزيد العلاج البديل بالتستوستيرون من خطر الحوادث القلبية الوعائية (بما في ذلك السكتات الدماغية والنوبات القلبية وأمراض القلب الأخرى) عند إعطائه على المدى القصير والمتوسط للرجال الذين يعانون من قصور الغدد التناسلية. لا تزال سلامة العلاج على المدى الطويل لهذه الحالة مجهولة حتى الآن.
يرتبط قصور القلب ونقص تروية القلب على وجه الخصوص بهذا الانخفاض الكيميائي الحيوي الطبيعي في التستوستيرون. في السابق، عُزي ارتفاع الخطورة القلبية الوعائية لدى الرجال جزئيًا إلى الآثار السلبية للتستوستيرون الجهازي، إلا أن الأبحاث الحديثة كشفت دور التستوستيرون في الوقاية من الأمراض القلبية الوعائية. لا تُعرف بعد الآلية التي يحمي من خلالها التستوستيرون الجهاز القلبي والوعائي، ولم تُحدد آلية تأثير انخفاض التستوستيرون لدى الرجال في زيادة المخاطر القلبية الوعائية بالكامل وحجم هذا التأثير.